# Distretto di Kokrajhar
Il distretto di Kokrajhar è un distretto dello stato dell'Assam in India. Il suo capoluogo è Kokrajhar.